# Martha Scott
Martha Scott, född 22 september 1912 i Jamesport i Daviess County, Missouri, död 28 maj 2003 i Van Nuys, Los Angeles, Kalifornien, var en amerikansk skådespelerska.
Hon spelade med olika teatersällskap innan hon 1938 blev stjärna i sitt allra första Broadwayframträdande, i pjäsen Vår lilla stad. 1940 nominerades hon för en Oscar för sin roll i filmversionen. 
Scott var talangfull och oglamorös och medverkade genom åren i flera filmer.

## Filmografi (urval)
- 1940 – Vår lilla stad
- 1940 – En hjälte i Virginia
- 1941 – Farväl miss Bishop
- 1941 – En bit av himlen
- 1941 – They Dare Not Love
- 1943 – Den stora oljerushen
- 1943 – Oss svindlare emellan
- 1949 – Dödskontraktet
- 1955 – Skräckens timmar
- 1956 – De tio budorden
- 1957 – Eighteen and Anxious
- 1957 – Sayonara
- 1959 – Ben-Hur
- 1967 – Cimarron Strip: The Search
- 1975 – Columbo: Playback
- 1977 – Vändpunkten
- 1983 – Summer Girl
- 1983 – Adam
- 1988 – Fast på jorden
- 1990 – Daughter of the Streets